# Nuno Soares Velho (filho de Soeiro Nunes Velho)
Nuno Soares Velho (morto depois de 1162), rico-homem do Reino de Portugal, foi um personagem influente na corte de Afonso Henriques e de Teresa de Leão entre 1117 e 1162. Foi alferes-mor e governou o território de Neiva entre 1127 e 1145. Foi Padroeiro do Mosteiro de São Bento da Várzea, da ordem dos monges beneditinos, localizado na freguesia de São Bento da Várzea, concelho de Barcelos.
Encontra-se sepultado no Convento de Carvoeiro. 

## Relações familiares
Foi filho de Soeiro Nunes Velho e de Aldonça Nunes. Foi casado por duas vezes, a primeira com Mór Pires Perna de quem teve:
- Mem Soares Velho
- Pedro Nunes Velho casou com Maria Anes de Baião.
- Soeiro Nunes Velho  casou com Teresa Anes.
- Mor Nunes Velho.
- Urraca Nunes Velho, casou com Gomes Pais da Silva.
- Elvira Nunes Velho, casou por duas vezes, a primeira com Soeiro Aires de Valadares filho de e de Ximena Nunes, e a segunda vez com Mem d' Alaúde.

O segundo casamento foi com Gontrode Fernandes de Montor de quem teve:
- João Nunes de Cerveira, casado com Sancha Anes de Moeiro. Foi alcaide da cidade de Coimbra entre 1166 e 1170 e o primeiro que usou o aplido de Cerveira.[4]